# Varismo
In medicina il termine varismo identifica la mancata simmetria in un'articolazione: nello specifico viene a formarsi un angolo aperto verso l'interno. Il contrario è chiamato valgismo.